# 236
El 236 (CCXXXVI) fou un any de traspàs començat en divendres del calendari julià.

## Esdeveniments
- L'emperador romà, Maximí el Traci, i Marc Pupiè Africà Màxim esdevenen cònsols.

## Defuncions
- 3 de gener, Roma: Papa Anter. Bisbe de Roma